# Gurazala
Gurazala  est une ville du district de Palnadu dans l'État d'Andhra Pradesh en Inde. 
Selon le recensement de l'Inde de 2011, la localité compte une population de 26 190 habitants.